# Samsung SCH-B450
Samsung SCH-B450 é um telefone para jogos lançado pela Samsung em julho de 2006 na Coreia do Sul. Ele possui um LCD TFT de 2,2 polegadas (modos retrato/paisagem), uma câmera de 2,0 megapixels, um receptor DMB para televisão móvel e recursos de jogos 3D. Ele foi projetado principalmente para experiência de jogo de videogame.